# Delia recurvata
Delia recurvata är en tvåvingeart som beskrevs av Fan 1986. Delia recurvata ingår i släktet Delia och familjen blomsterflugor.
Artens utbredningsområde är Sichuan (Kina). Inga underarter finns listade i Catalogue of Life.